# Henric Lundquist
Henric Hardar Lundquist (i riksdagen kallad Lundquist i Ystad), född 7 juni 1829 i Varbergs församling, Hallands län, död 13 mars 1885 i Ystads stadsförsamling, Malmöhus län, var en svensk borgmästare, rådman och politiker. Han var borgmästare i Ulricehamn 1856–1870.
Lundquist var ledamot av riksdagens andra kammare 1876–1878, invald i Ystads, Skanör-Falsterbo och Trelleborgs valkrets i Malmöhus län.